# السعودية في كأس العرب 2012
تعرضُ هذه المقالة مُشاركة المنتخب السّعُوديّ في كأس العرب 2012. البطولة استضافتها مدينتا جدة والطائف السعوديتان، خلال الفترة ما بين 22 يونيو و6 يوليو من عام 2012.
احتلّ المنتخب السعودي المركز الرابع في البطولة.

## النتائج

### المجموعة 1
| المنتخب  | لعب | فاز | تعادل | خسر | له | عليه | الفارق | النقاط |
| -------- | --- | --- | ----- | --- | -- | ---- | ------ | ------ |
| السعودية | 2   | 1   | 1     | 0   | 6  | 2    | +4     | 4      |
| الكويت   | 2   | 1   | 0     | 1   | 2  | 4    | −2     | 3      |
| فلسطين   | 2   | 0   | 1     | 1   | 2  | 4    | −2     | 1      |

| الكويت | 4-0 | السعودية                                          |
| ------ | --- | ------------------------------------------------- |
|        |     | محمد السهلاوي 22'، 90+3' · عيسى المحياني 51'، 56' |

| فلسطين                                               | 2-2 | السعودية                                    |
| ---------------------------------------------------- | --- | ------------------------------------------- |
| حسام أبو صالح 45+1' (ضربة جزاء) · إسماعيل العمور 73' |     | عبد الله شهيل 22'، 90+3' · خالد الزيلعي 85' |

### نصف النهائي
| السعودية | 2-0 | ليبيا                                               |
| -------- | --- | --------------------------------------------------- |
|          |     | وليد السباعي 76' · أحمد سعد عثمان 90+6' (ضربة جزاء) |

### المركز الثالث
| السعودية | 1-0 | العراق              |
| -------- | --- | ------------------- |
|          |     | علاء عبد الزهرة 16' |

## مَرَاجِع
1. ↑  "مباريات كأس العرب 2012 على موقع مؤسسة إحصاءات وثيقة لرياضة كرة القدم". RSSSF.com. مؤرشف من الأصل في 2019-07-05.